# Space Age Love Song
"Space Age Love Song" é um single de 1982 lançado pela banda britânica A Flock of Seagulls; este foi o quarto single da banda. Em 1984, o guitarrista Paul Reynolds comentou em em um documentário da banda intitulado de Through the Looking Glass que, como a banda não conseguiu encontrar um título para a faixa, ele sugeriu "Space Age Love Song" porque achou que soava como uma canção de amor da era espacial.
Em 2018, uma versão regravada da música, com a participação da Orquestra Filarmônica de Praga, foi lançada como uma edição especial do EP de 5 e 8 faixas. É o primeiro single do sexto álbum da banda, Ascension.

## Faixas
7" Jive 17 (Reino Unido) – 1982
1. "Space Age Love Song" (3:20)
2. "Windows" (3:28)

CD August Day 39 (Reino Unido) – 2018
1. "Space Age Love Song [Orchestral Version]" (5:12)
2. "Space Age Love Song [Dub Version]" (5:45)
3. "Space Age Love Song [Tiny Magnetic Pets Remix]" (6:57)
4. "Space Age Love Song [Tiny Magnetic Pets Broken Wing Remix]" (6:57)
5. "Space Age Love Song [Orcapella One]" (5:13)
6. "Space Age Love Song [Orcapella Two]" (5:13)
7. "Space Age Love Song [Orchestral Radio Edit]" (3:26)
8. "Space Age Love Song [Orchestral Video Edit]" (4:12)

## Desempenho nas paradas musicais
"Space Age Love Song" alcançou a posição nº 30 na Billboard Chart dos EUA, nº 31 na Nova Zelândia, nº 34 na UK Singles Chart no Reino Unido e nº 68 na Austrália.
| Parada nos países (1982–1983)         | Melhor posição |
| ------------------------------------- | -------------- |
| Austrália (Kent Music Report)         | 68             |
| Nova Zelândia (Recorded Music NZ)     | 31             |
| Reino Unido (OCC)                     | 34             |
| Estados Unidos (Billboard Hot 100)    | 30             |
| Estados Unidos (Billboard Top Tracks) | 59             |
| Estados Unidos (Cash Box)             | 35             |